# KSI
Pour les articles homonymes, voir KSI (homonymie).
KSI, de son vrai nom Olajide Olayinka Williams Olatunji Jr., est un rappeur et vidéaste web britannique né le 19 juin 1993 à Watford. Il est cofondateur et membre du groupe YouTube britannique Sidemen. Il est également copropriétaire de Prime Hydration, XIX Vodka et de la chaîne de restaurants Sides,.
KSI a enregistré son compte YouTube principal en 2009 et a commencé à publier des vidéos de commentaires de la série de jeux vidéo FIFA. Son contenu YouTube s'est ensuite diversifié pour inclure des vidéos de style vlog et comédie. En mars 2021, il comptait plus de 34 millions d'abonnés et plus de 8 milliards de vues de vidéos sur ses trois chaînes YouTube.

## Biographie

### Jeunesse
Son père, Olajide Olatunji Sr. est né à Ibadan, au Nigeria. Sa mère, Yinka Olatunji (née Atinuke), est originaire d'Islington, à Londres. Lui et ses parents sont issus du groupe ethnique Yoruba. Il a fait ses études à la Berkhamsted School de Berkhamsted, où il a rencontré le futur collaborateur et membre de Sidemen, Simon Minter.

### Carrière YouTube
KSI enregistre son premier compte sur YouTube sous le nom d'utilisateur JideJunior en 2008 alors qu'il est au début de son adolescence. Il enregistre son compte YouTube actuel le 24 juillet 2009 sous le nom de KSIOlajideBT, où il télécharge des vidéos de commentaires de jeu sur la série de jeux vidéo FIFA qu'il tourne depuis sa chambre, dans la maison de ses parents à Watford. Il abandonne l'université pour poursuivre sa carrière sur YouTube lorsqu'il commence à générer des revenus mensuels réguliers grâce à ses mises en ligne. Dans une interview en 2014, il raconte avoir demandé à son professeur s'il devait abandonner. Son professeur a demandé combien KSI gagnait sur YouTube, ce à quoi KSI a répondu, « environ 1 500 £ par mois », ce qui était plus que ce que son professeur gagnait. Ses parents ont d'abord désapprouvé, mais sont devenus plus tard favorables et ont figuré dans un certain nombre de ses vidéos.
KSI met ensuite en ligne plus de contenu, notamment des vlogs ainsi que des vidéos sur différents jeux jusqu'à atteindre, en 2012, un million d'abonnés.

## Polémiques
En 2012 et 2013, a été largement critiqué pour son «visage de viol» autoproclamé, une blague récurrente sur sa chaîne. Il a été au centre d'une controverse à la suite d'allégations de harcèlement sexuel d'une membre du personnel d'un Eurogamer, événement de 2012, qui est allée jusqu'à l'accuser d'avoir agressé sexuellement un porte-parole, Brandy Brewer. En conséquence, Microsoft a rompu les liens avec KSI, qui a été banni des événements Eurogamer. KSI s'est par la suite excusé « pour toute infraction que la vidéo d'il y a 15 mois aurait pu causer pendant le court laps de temps où elle était sur sa chaîne YouTube, pour les références à celle-ci depuis et son utilisation ultérieure par d'autres personnes » et a déclaré son désir de passer à autre chose et d'« être jugé sur le contenu et la valeur qu'il accorde aux marques et aux partenaires, sans polémique. »
En mars 2021, KSI a été critiqué pour avoir mal interprété une personne trans et utilisé une insulte transphobe dans une vidéo de Sidemen. Il s'est ensuite excusé, affirmant ne pas savoir que ce mot était offensant.
En avril 2023, KSI a utilisé l'insulte raciale « Paki » dans une vidéo de Sidemen parodiant le jeu télévisé britannique Countdown. Il s'est ensuite excusé sur Twitter et a annoncé qu'il prenait une pause sur les réseaux sociaux. La vidéo a depuis été supprimée.

## Discographie

### Album studios
- 2020 : Dissimulation
- 2021 : All Over the Place

### Album en commun
- 2019 : New Age (avec Randolph)